# Хаука (Порторико)
Хаука (шп. Jauca) град је у америчкој острвској територији Порторико, острвској држави Кариба.

## Демографија
По попису из 2010. године број становника је 1.529, што је 309 (-16,8%) становника мање него 2000. године.
| Група             | 2000.         | 2010.         |
| Белци             | 6 (0,3%)      | 4 (0,3%)      |
| Афроамериканци    | 221 (12,0%)   | 308 (20,1%)   |
| Азијати           | 0 (0,0%)      | 1 (0,1%)      |
| Хиспаноамериканци | 1.832 (99,7%) | 1.524 (99,7%) |
| Укупно            | 1.838         | 1.529         |